# ورزشگاه انقلاب کرج
ورزشگاه انقلاب کرج یک ورزشگاه در شهر کرج است. این ورزشگاه ۱۵٫۰۰۰ گنجایش دارد.

## رویداد مهم

### جشن قهرمانی سایپا در لیگ برتر
باشگاه فوتبال سایپا در فصل ۸۶_۱۳۸۵ از سری مسابقات لیگ برتر فوتبال ایران به قهرمانی دست پیدا کرد. این تیم در این فصل در ورزشگاه اختصاصی خود یعنی ورزشگاه انقلاب کرج به مصاف حریفان رفت. تیم سایپا در دیدار آخر خود در ورزشگاه انقلاب کرج و در حضور بیش از ۱۵۰۰۰ نفر با برتری در مقابل باشگاه مس کرمان، به قهرمانی رسید. به دلیل وجود فاصله بین نرده‌های ورودی این ورزشگاه ، حدود ۲۰۰۰ نفر پس از پایان بازی، وارد زمین چمن ورزشگاه شدند و در جشن قهرمانی به همراه بازیکنان سایپا شرکت کردند.

### میزبانی لیگ قهرمانان آسیا
این ورزشگاه با تأیید کنفدراسیون فوتبال آسیا (AFC) توانست جواز میزبانی در لیگ قهرمانان آسیا ۲۰۰۸ را برای بازی‌های تیم سایپا تهران را بر عهده بگیرد. برای اولین بار بازی تیم‌ها سایپا و الوصل امارات که با برتری ۲ بر ۰ تیم فوتبال سایپا به پایان رسید در تاریخ ۲۹ اسفند ۱۳۸۶ از سری مسابقات جام باشگاه‌های آسیا در این ورزشگاه انجام شد.
اما در ادامه نتوانست این جواز را حفظ کند و بازی سایپا با بنیادکار ازبکستان که ادامه بازی‌های جام باشگاه‌های آسیا ۲۰۰۸ بود، در ورزشگاه آزادی انجام پذیرفت.

### جشن قهرمانی سپاهان در لیگ برتر
تیم فوتبال سپاهان در فصل ۹۰–۱۳۸۹ از سری مسابقات لیگ برتر فوتبال ایران در بازی پایانی خود در ورزشگاه انقلاب کرج به دیدار سایپا تهران رفت. این تیم که از پیش قهرمانی خود را مسجل کرده بود با وجود باخت به سایپا قهرمان شد و قهرمانی خود را در این ورزشگاه جشن گرفت.

### بازی‌های تیم ملی
در ۱۳ اردیبهشت ۱۳۹۱ بازی دوستانه بین تیم‌های ملی فوتبال ایران و موزامبیک در این ورزشگاه انجام شد که با نتیجهٔ سه بر صفر سود تیم ملی ایران پایان یافت.
در ۱۲ اسفند ۱۳۹۲ بازی مرحله مقدماتی جام ملت‌های آسیا ۲۰۱۵ بین تیم‌های ملی فوتبال ایران و کویت در این ورزشگاه انجام شد که با نتیجهٔ سه بر دو به سود تیم ملی فوتبال ایران پایان یافت.